# اثر سونیائف زلدوویچ

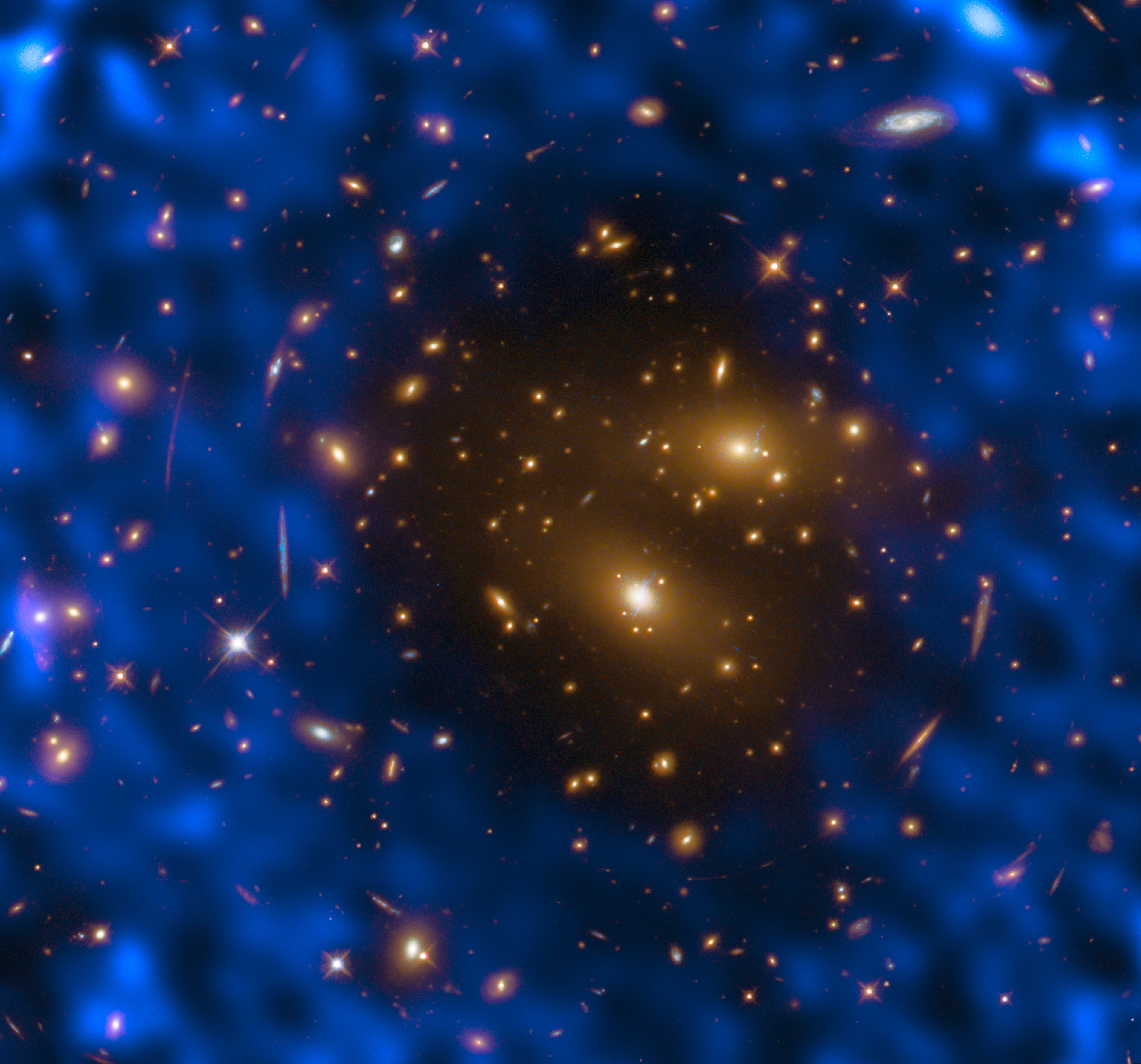
نمایی از اولین اندازه‌گیری‌های اثر حرارتی سونیائف زلدوویچ از آرایه میلی‌متری بزرگ آتاکاما با یکی از عظیم‌ترین خوشه‌های کهکشانی شناخته‌شده RX J1347.5-1145

اثر سونیائف زلدوویچ (که اغلب با شکل کوتاه اثر SZ از آن یاد می‌شود) نتیجه اعوجاج در تابش زمینه کیهانی ناشی از پراش کامپتون معکوس الکترونهای پرانرژی است که در آن فوتونهای کم انرژی تابش زمینه کیهانی در برخورد با الکترونهای پرانرژی، انرژی‌شان افزایش می‌یابد.
از اعوجاجات مشاهده‌شده در تابش زمینه کیهانی می‌توان برای آشکارسازی اغتشاشات چگالی جهان استفاده نمود. با استفاده از اثر سونیائف زلدوویچ، خوشه‌های کهکشانی چگالی مشاهده شده‌اند.

## معرفی
اثر سونیائف زلدوویچ را می‌توان تقسیم نمود به:
- آثار گرمایی، که فوتونهای تابش زمینه کیهانی با الکترونهایی که به خاطر دمایشان انرژی بالایی دارند، برهمکنش انجام می‌دهند
- آثار سینماتیک، یک اثر جانبی که فوتونهای تابش زمینه کیهانی با الکترونهایی که به خاطر حرکت جمعی انرژی بالایی دارند، برهمکنش انجام می‌دهند (همچنین با نام اثر استرایکر-ویشنیاک شناخته می‌شود)[۱]
- قطبش

رشید سونیائف و یاکوف زلدوویچ این اثر را پیش‌بینی کردند و پژوهش‌هایی را در سالهای ۱۹۶۹، ۱۹۷۲ و ۱۹۸۰ به انجام رساندند. اثر سونیائف-زلدوویچ در کیهان‌شناسی و اخترشناسی اهمیت دارد و می‌توان از طریق آن مقدار ثابت هابل را به دست آورد.